# Археографічна комісія Центрального Архівного Управління
Археографічна комісія Центрального Архівного Управління (АК ЦАУ) — наукова установа, створена наприкінці 1928 при Центральному архівному управлінні УСРР для науково-методичного керівництва роботою архівів та видання архівних документів з історії революційного руху, Жовтневої революції і громадянської війни в Україні, соціально-економічної історії та класової боротьби в Україні, історії фабрик та заводів України. В 1931—1934 через репресії поступово припинила свою діяльність. Діяла в Харкові, мала філію в Києві, наукові осередки в Одесі та Житомирі. Керівником АК ЦАУ були Михайло Рубач, Р. Шпунт та С. Семко (з 1931), вченими секретарями — Микола Горбань (1929—1930), М. Васильєва (1930), П. Білик (1930—1932). Мала 3 секції: архівознавчу (керівник В. Веретенников, вчений секретар П. Білик), видання джерел із соціально-економічнох історії України (кер. Г. Карпенко, вчений секретар М. Горбань) та видання історико-революційних пам'яток (керівник М. Рубач, вчений секретар М. Васильєва); а також постійні й тимчасові комісії для виконання спеціальних завдань.
В АК ЦАУ працювало понад 50 науковців, у тому числі Дмитро Багалій, Віктор Барвінський, П. Клименко, І. Кравченко, О. Оглоблин, В. Романовський та інші.
Опублікувала 12 видань, в тому числі 2 довідники, 9 збірок документів, зокрема «Архів Запорозької Січі: Опис матеріалів» (К., 1931), «Резолюції Всеукраїнських з'їздів Рад робітничих, селянських та червоноармійських депутатів (від I до XIII з'їзду Рад)» (Х., 1932), «III Всеукраїнський з'їзд Рад (6— 10 березня 1919 року): Стенографічний звіт» (Х., 1932), «Повстання селян у селі Турбаях (1789—1793 роки): Матеріали до історії селянських повстань на Україні» (Х., 1932) та 8 номерів журналу «Архів Радянської України».